# Pitfall!
Pitfall!, a volte sottotitolato Pitfall Harry's Jungle Adventure, è un videogioco a piattaforme del 1982, in origine pubblicato per Atari 2600 da Activision e ideato da David Crane. Si tratta di uno dei maggiori successi commerciali della console, con circa 4 milioni di copie vendute.
La stessa Activision lo pubblicò nel 1983-1984 per diversi altri sistemi dell'epoca.

## Modalità di gioco
Lo scopo del gioco è quello di raccogliere, utilizzando un personaggio di nome Pitfall Harry, 32 tesori in 20 minuti, evitando svariate trappole e ostacoli quali serpenti, sabbie mobili, coccodrilli e tronchi che rotolano. L'unica abilità del personaggio comandato dal giocatore è quella di saltare, e in alcuni frangenti è possibile utilizzare delle liane per attraversare ostacoli particolarmente estesi. Il gioco si svolge in orizzontale, sebbene non ci sia un vero e proprio scrolling: la schermata cambia quando il giocatore esce da essa. È possibile anche utilizzare dei percorsi sotterranei che consentono di avanzare tre schermi alla volta: questo consente di finire il gioco entro i 20 minuti, cosa impossibile se Harry corre solo in superficie.
Il gioco è progettato per un avanzamento da sinistra a destra, ma può essere completato anche al contrario. Il punteggio pieno dei 114.000 punti è raggiungibile solo se Harry raccoglie tutti e 32 i tesori, non tocca mai i tronchi rotolanti e non cade dentro una buca. Se tocca un tronco, più tempo rimane in contatto con esso, più il punteggio raggiunto in quel momento diminuisce. Cadere dentro una buca comporta la diminuzione di 100 punti. Il gioco termina quando sono stati raccolti i 32 tesori, si sono perse le 3 vite o sono scaduti i 20 minuti a disposizione.
Punteggio
Il giocatore inizia con 2.000 punti e 3 vite. I tesori raccolti hanno punteggi diversi:
- Sacchetto di denaro: 2.000 punti
- Lingotto d'argento: 3.000 punti
- Lingotto d'oro: 4.000 punti
- Anello di diamante: 5.000 punti

## Realizzazione
Ideatore del gioco è David Crane, che qualche anno prima dell'effettiva realizzazione aveva sviluppato una tecnologia per muovere uno sprite animato; secondo lo stesso Crane la progettazione del gioco su carta è durata circa 10 minuti, mentre la fase di programmazione circa 1000 ore. Pitfall! adottava soluzioni tecniche all'avanguardia: in particolare lo sprite principale è dotato di animazione e costituito da pixel di colori differenti, nonostante le modeste capacità hardware dell'Atari 2600.
Tecnicamente il gioco ha una grafica esente da sfarfallio, multicolorata e sprite animati su un sistema notoriamente primitivo graficamente. Una tecnica innovativa venne usata per mantenere il codice all'interno del limite dei 4k delle cartucce di quel periodo. I 256 schermi erano realizzati con soli 50 byte di codice. Le liane dondolanti furono create tramite il registro "ball" sfasandolo ad ogni linea visualizzata.

## Serie
- Pitfall! (1982)
- Pitfall II: Lost Caverns (1984)
  - Pitfall II: Lost Caverns (1985) SEGA, arcade
- Super Pitfall (1986)
- Pitfall: The Mayan Adventure (1994)
- Pitfall: Beyond the Jungle (1998)
- Pitfall: The Lost Expedition (2004)

Il gioco originale, versione Atari 2600 è incluso dal 1994 come easter egg in tutti i suoi sequel.